# Bryogramma sisera
Bryogramma sisera är en fjärilsart som beskrevs av William Schaus 1911. Bryogramma sisera ingår i släktet Bryogramma och familjen nattflyn. Inga underarter finns listade i Catalogue of Life.